# Excentricita dráhy

Příklady trajektorií s různou excentricitou:
elipsa s excentricitou 0,7
parabola s excentricitou 1
hyperbola s excentricitou 1,3

Excentricita dráhy, výstřednost dráhy nebo také numerická excentricita je jedním z elementů dráhy, popisujících pohyb kosmického tělesa (přirozeného, např. planety, komety apod., nebo umělého) v kosmickém prostoru kolem centrálního tělesa nebo těžiště soustavy. Vyjadřuje relativní velikost odchylky dráhy tělesa od dokonalé kružnice.

Excentricita je poměr velikostí. Nezávisí tedy na skutečné velikosti dráhy, ale jen na jejím tvaru.
Velikost excentricity v délkových jednotkách udává lineární excentricita (nezávisle na tvaru).

## Charakteristika
Pro kružnici je {\displaystyle e=0}, pro elipsu {\displaystyle 0<e<1}, pro parabolu {\displaystyle e=1} a pro hyperbolu {\displaystyle e>1}.
Vzorec pro výpočet excentricity eliptické dráhy je
{\displaystyle e={\frac {\varepsilon }{a}}={\frac {\sqrt {a^{2}-b^{2}}}{a}}}
kde {\displaystyle \varepsilon } je lineární excentricita (vzdálenost ohniska od středu kuželosečky), {\displaystyle a} velká poloosa a {\displaystyle b} malá poloosa. V kosmonautice resp. v astrionice je obvyklejší vztahovat excentricitu ke vzdálenostem apsid od těžiště soustavy
{\displaystyle e={\frac {R_{A}-R_{P}}{2a}}={\frac {R_{A}-R_{P}}{R_{A}+R_{P}}}},
kde {\displaystyle R_{A}} a {\displaystyle R_{P}} jsou vzdálenosti apoapsidy resp. periapsidy od těžiště a a je opět velká poloosa dráhy.
Další důležité vztahy mezi excentricitou a dalšími parametry dráhy jsou RP (periapsida) a RA (apoapsida):
{\displaystyle R_{P}=a(1-e)}
a
{\displaystyle R_{A}=a(1+e).}